# Dai bassifondi di Klittmann City
Dai bassifondi di Klittmann City (Empire of Two Worlds) è un romanzo di fantascienza dello scrittore britannico Barrington J. Bayley pubblicato nel 1972.
Il romanzo racconta dell'ascesa di un gangster e della sua banda, costretti a fuggire dallo sterile mondo di Killibol sulla Terra dimenticata attraverso un portale perduto, alleatisi poi con sadici e arroganti alieni.
L'ispirazione per la storia venne all'autore dopo aver visto il film La legione dell'inferno (Joe MacBeth, regia di Ken Hughes, 1955). Il riferimento al film è palese nel nome di uno dei personaggi del romanzo, "Becmath", anagramma di "MacBeth".

## Trama
Killibol è un pianeta grigio e morto. Nulla cresce sulla sua superficie e l'uomo che, da secoli si è insediato in città stato isolate le une dalle altre, sopravvive con difficoltà nutrendosi di cibo artificiale sintetizzato in enormi cisterne. La produzione e la distribuzione del cibo è appannaggio di poche fazioni che grazie al monopolio detengono il potere. Le città sono cresciute arroccandosi su enormi bastioni. La distribuzione della popolazione sui vari livelli verticali corrisponde alla stratificazione sociale.
Klein è il braccio destro del gangster Becmath detto "Bec" che imperversa nei bassifondi della città di Klittmann. Bec, consapevole che l'umanità è regredita senza più stimoli, vuole riappropriarsi delle conoscenze tecnologiche dimenticate nel corso dei secoli. Il gangster vuole inoltre riprendere i contatti con la Terra interrotti da tempo immemorabile, riattivando il portale di comunicazione andato distrutto secoli prima. A tale scopo ha convinto l'anziano Hassmann, ultimo testimone dei dimenticati segreti alchemici, a riprendere le ricerche scientifiche sotto la sua protezione. La banda di Bec ha tentato di opporsi al monopolio dell'alimentazione senza successo ed è costretta a fuggire da Klittmann inseguita dalle forze dell'establishment. La fuga sarebbe finita in tragedia nello sterile deserto di Killibol, a causa della mancanza assoluta di cibo e di acqua, ma grazie all'intervento di Hassmann, i superstiti della banda riescono a ritrovare il portale e a riattivarlo, fuggendo in salvo sulla Terra. Subito si rendono conto che il luogo su cui sono giunti è abitato da una razza dissimile da quella umana e che il pianeta Terra è da questi individui chiamato "Rheatt".
La banda impone con la violenza il controllo sui Rheattiani e non appena Bec viene a sapere che questa razza, tendenzialmente pacifica, è in lotta contro i violenti "Rotrox" provenienti dalla Luna con mire espansionistiche, prende contatto con questi alieni. Bec è convinto che l'alleanza con gli spietati e sadici Rotrox, anche a discapito dei Rheattiani, possa essere proficua nella prospettiva di un prossimo ritorno su Killibol. Klein appoggia il suo capo nonostante le violenze e le torture perpetrate contro i Rheattiani e che egli sopporta come un male necessario per garantirsi l'alleanza dei Rotrox e il loro appoggio bellico. Klein soffocherà i suoi scrupoli fino a quando non prenderà coscienza, grazie all'aiuto di Hassman, che il vero scopo di Bec non è riportare lo sviluppo su Kilibol ma la vendetta contro quelli che lo avevano costretto a fuggire da Klittmann. Le violenze gratuite dei Rotrox contro i terrestri diventano insopportabili: Klein uccide Bec e progetta di aiutare i Rheattiani e i terrestri a sconfiggere i sadici alieni.

## Personaggi
KleinIl protagonista della storia. Stima il suo capo Bec così tanto da giustificarne i comportamenti, assecondandolo in tutte le decisioni, fino a quando non aprirà gli occhi sulla sua vera natura vendicativa.
BecmathDetto Bec, il capo della banda, arrivista e spietato. Nasaconde sotto i piani per l'evoluzione dell'umanità un meschino desiderio di vendetta.
HassmannAnziano alchimista, alla ricerca del sapere perduto nel corso dei secoli.
ImnitrinIl comandante in capo delle forze di invasione dei Rotrox.
Tony il drogatoUno dei membri della banda di Bec, dipendente dalla droga chiamata "Pop" su Killibol, e dalla droga chiamata "spazio azzurro" sulla Terra. Ucciso da Klein su ordine di Bec.
Lia-MaraLa moglie del capo dei ribelli Rheattiani, imprigionato e torturato da anni. È costretta a soddisfare i piaceri di Klein e di Bec sperando nel rilascio del marito.
GelboreGiovane nomade rapita da Klein su Killibol e uccisa a sangue freddo da Bec.
GraleGrosso e borioso membro della banda di Bec, da sempre in contrasto con Klein, viene da questi ucciso per legittima difesa.
ReethUno dei membri della banda di Bec.

## Edizioni
- (EN) Barrington J. Bayley, Empire of Two Worlds, 1ª ed., Ace Books, 1972.
- Barrington J. Bayley, Dai bassifondi di Klittmann City, traduzione di Beata Della Frattina, Urania n° 605, Arnoldo Mondadori Editore, 1972,  p. 168.
- Barrington J. Bayley, Dai bassifondi di Klittmann City, traduzione di Beata Della Frattina, Urania n° 971, Arnoldo Mondadori Editore, 1984,  p. 144.